# Oudnin el kadhi
Oudnin el kadhi o wdinet el cadi (آذان القاضي "Orejas de juez" en árabe) son un tipo de masa dulce propia de Argelia y Túnez.
Sus ingredientes son harina, huevos, aceite, agua de azahar, azúcar y sal. Se mezclan todos los ingredientes, y la masa es estirada hasta formar una placa muy delgada (de 1 a 2 mm de espesor) y es cortada en cintas de unos 4 cm de ancho por unos 40 cm de largo. Las cintas se van sumergiendo de a una y comenzando por un extremo en el aceite hirviendo, con una mano el extremo se va enrollando la cinta sobre un tenedor, mientras se va lentamente incorporando el resto de la cinta al aceite hirviendo. Luego de dejar escurrir el aceite, se las recubre de miel o almíbar o son espolvoreadas con azúcar impalpable. A veces se los decora con semillas de sésamo.